# Polterabend (Film)
Polterabend ist ein österreichischer Kriminalfilm aus dem Jahr 2003. Der Film basiert auf der Figur des Gendarmerie-Inspektors Simon Polt des österreichischen Autors Alfred Komarek.

## Handlung
Als der Dorfgendarm Simon Polt an einer Eisweinlese seines Freundes Karl Fürnkranz teilnimmt, wird in der Traubenpresse die Leiche des Gelegenheitsarbeiters und Frauenhelds Ferdinand Lutzer entdeckt. Polt nimmt die Ermittlungen auf und erhält derweil einen neuen Vorgesetzten, mit dem er sich nicht versteht. Er befragt Martin Fürnkranz, den Sohn seines Freundes, und erfährt von ihm, dass Lutzer seine Schwester Monika vergewaltigt habe. Polt spürt Monika in Znaim auf, wo sie als Ehefrau des Bordellbesitzers Claus Scheidt lebt. Nach einem falschen Geständnis von Karl Fürnkranz gesteht Martin Fürnkranz, am Tode Lutzers schuld zu sein. Lutzer habe für Scheidt gearbeitet und mit der Vergewaltigung Monikas geprahlt. Darauf habe Martin ihn verprügelt und in den Presskorb gestoßen. Doch Simon Polt verschweigt das Geständnis und gibt den Polizeidienst auf.

## Kritik
„Krimi um einen gemütlich-gutmütigen Landpolizisten, dessen beschauliches Leben durch die gesellschaftlichen Veränderungen in Osteuropa aus der Bahn gerät und der am moralischen Zustand der Gesellschaft zweifelt.“